# 127년

## 연호
- 후한(後漢) 영건(永建) 2년

## 기년
- 후한(後漢) 순제(順帝) 2년
- 신라(新羅) 지마 이사금(祗摩泥師今) 16년
- 고구려(高句麗) 태조대왕(太祖大王) 75년
- 백제(百濟) 기루왕(己婁王) 51년

## 사건
- 8월 25일(음력 7월 1일) - 일식 발생.

## 탄생
- 후한 말의 학자 정현